# Automatic picture transmission
Система автоматичної передачі зображень (APT) — це аналогова система передавання зображень, розроблена для використання на метеорологічних супутниках. Її було впроваджено у 1960-х роках, і протягом понад чотирьох десятиліть вона забезпечувала надходження зображень до відносно недорогих приймальних станцій, розташованих у більшості країн світу. Приймальна станція в будь-якій точці Землі може отримувати локальні дані щонайменше двічі на день від кожного супутника під час його прольоту майже безпосередньо над нею.

## Спосіб передавання

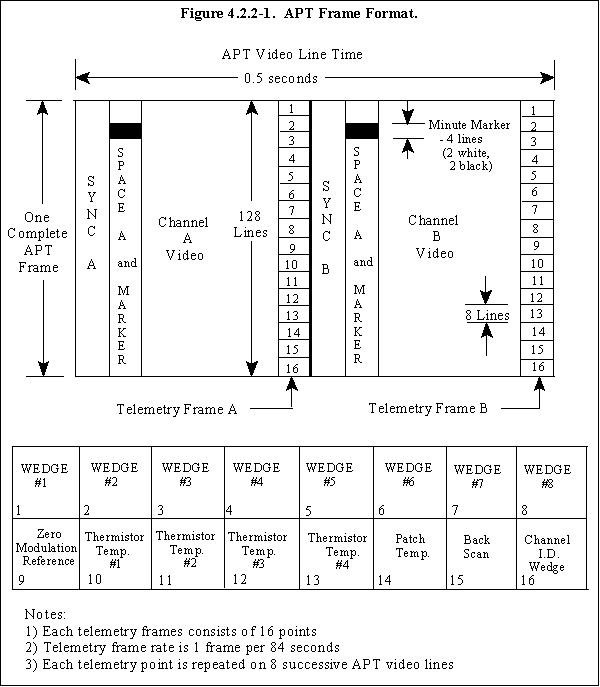
Формат передачі APT

### Структура
Передача з супутника складається з двох каналів зображення, телеметричної інформації та даних синхронізації. Ці канали зображення зазвичай називають Video A та Video B. Усі ці дані передаються у вигляді горизонтальних скан-ліній. Одна повна лінія містить 2080 пікселів: по 909 пікселів відводиться для кожного зображення, а решта — для телеметрії та синхронізації. Лінії передаються з частотою 2 на секунду, що відповідає швидкості 4160 слів на секунду, або 4160 бод.

### Зображення

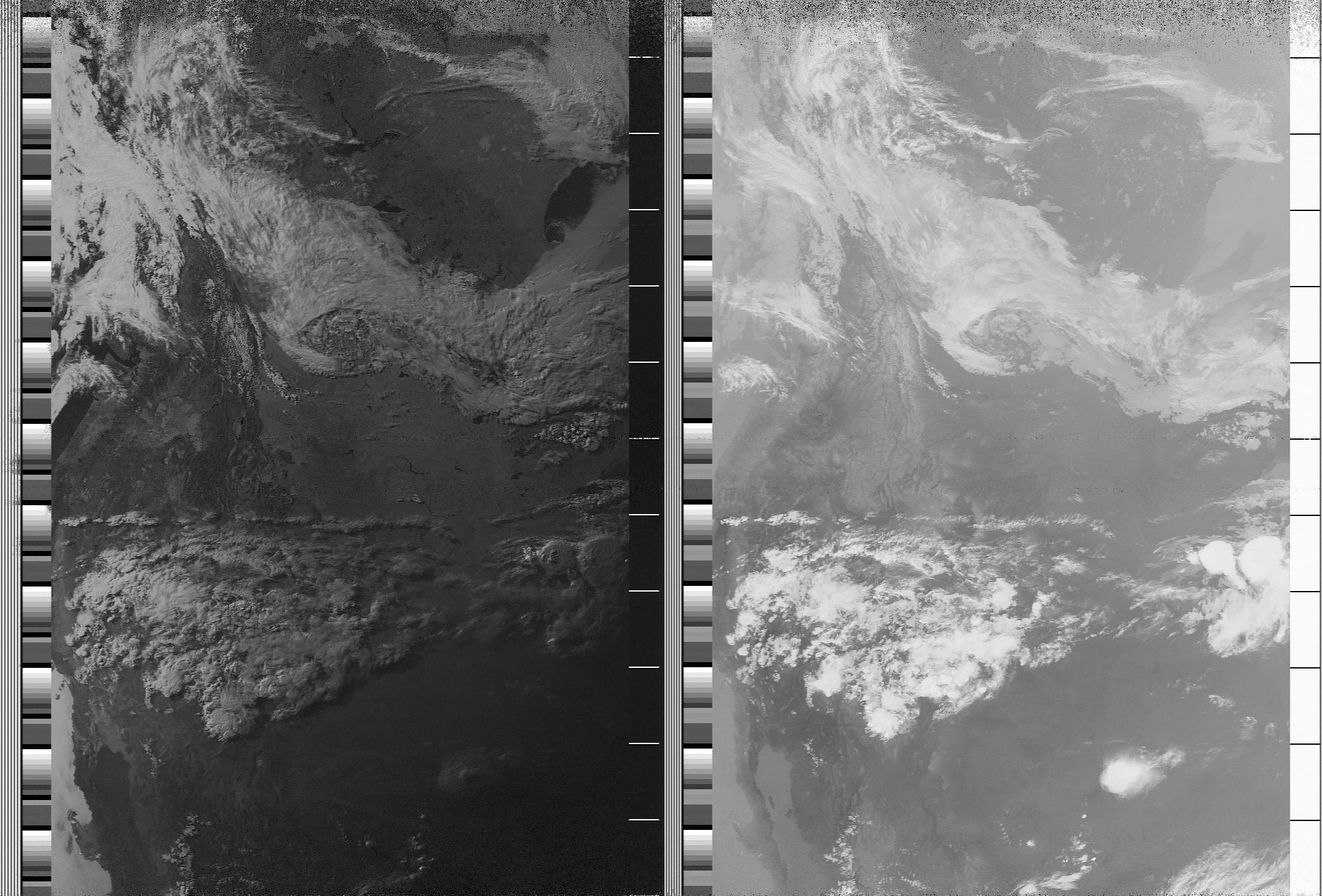
APT-зображення західної частини Північної Америки у видимому та інфрачервоному діапазонах

На супутниках системи NOAA POES (Polar-orbiting Operational Environmental Satellites) система автоматичної передачі зображень (APT) передає два зображення з роздільною здатністю 4 км на піксель. Ці зображення є згладженими 8-бітними знімками, отриманими з двох каналів сенсора AVHRR (Advanced Very High Resolution Radiometer). Перед передачею зображення проходять геометричну корекцію, щоб забезпечити майже постійну геометричну роздільну здатність. Завдяки цьому зображення не мають спотворень, спричинених викривленням Землі.
Із двох зображень, що передаються, одне зазвичай є довгохвильовим інфрачервоним (з довжиною хвилі 10,8 мікрометра), а друге перемикається між близьким до видимого спектром (0,86 мікрометра) та середньохвильовим інфрачервоним (3,75 мікрометра), залежно від того, чи освітлена поверхня Землі сонячним світлом. Проте NOAA може налаштувати супутник на передавання будь-яких двох каналів зображення з сенсора AVHRR.

### Синхронізація і телеметрія
У передаваному сигналі міститься серія синхронізаційних імпульсів, хвилинних міток і телеметрична інформація. Синхронізаційна інформація, що передається на початку кожного відеоканалу, дозволяє програмному забезпеченню приймача вирівняти зчитування сигналу відповідно до його швидкості передачі (baud rate), яка може злегка змінюватися з часом. Хвилинні мітки — це чотири рядки, що складаються з чергування чорних і білих ліній, які повторюються кожні 60 секунд (тобто через 120 ліній).
Телеметричний сегмент складається з шістнадцяти блоків, кожен із яких має по 8 рядків. Вони використовуються як еталонні значення для декодування каналів зображення. Перші вісім блоків, які називають «клинцями» (wedges), починаються з інтенсивності 1/8 максимальної яскравості й поступово зростають на 1/8 з кожним наступним блоком, досягаючи повної яскравості у восьмому клинці. Дев'ятий блок має нульову інтенсивність. Блоки з десятого по п'ятнадцятий містять калібрувальні значення для сенсора. Шістнадцятий блок вказує, який канал сенсора використовувався для попереднього відеоканалу, шляхом зіставлення яскравості з одним із перших шести клинців. Відеоканал A зазвичай відповідає другому або третьому клинцю, а канал B — четвертому. Перші чотирнадцять блоків телеметрії мають бути однаковими для обох каналів. Усі шістнадцять телеметричних блоків повторюються кожні 128 рядків, і ці 128 рядків називаються кадром.

### Трансляція сигналу
Сам сигнал являє собою амплітудно-модульований субносій частотою 2400 Гц з 256 рівнями, який потім частотно модулюється на радіочастотний носій у діапазоні 137 МГц. Максимальна модуляція субносія становить 87 % (±5 %), а загальна ширина смуги сигналу — 34 кГц. На супутниках NOAA серії POES цей сигнал передається з ефективною потужністю випромінювання приблизно 37 дБм (5 ват)..

## Отримання зображень
Сигнал APT передається безперервно, а приймання починається з початку наступного рядка щойно приймач потрапляє в зону радіодії. Зображення можна отримувати в режимі реального часу за допомогою відносно простих і недорогих приймачів протягом усього часу, коли супутник перебуває в межах радіодоступності — зазвичай це триває від 8 до 15 хвилин.
Станом на 2004 рік майже 5000 приймальних станцій APT були зареєстровані у Всесвітній метеорологічній організації. Водночас невідомо, який відсоток від загальної кількості користувачів це становить, оскільки реєстрація не є обов'язковою і стала доступною лише після 1996 року.

### Програмно-кероване радіо
Дуже популярним пристроєм для прийому сигналів APT є SDR — програмно-кероване радіо. Більшість таких пристроїв дуже дешеві й дають змогу приймати сигнали в діапазоні частот від 500 кілогерц аж до 7 гігагерц у деяких моделей. Завдяки відкритому програмному забезпеченню, яке можна використовувати для налаштування SDR, і підтримці функції Plug and play (автоматичне підключення без складних налаштувань) установка системи для прийому APT стає простою і не викликає особливих труднощів.
Найдешевшим і водночас одним із найнадійніших SDR вважається RTL-SDR версії v3 або v4, адже він здатний охоплювати смугу пропускання до 2,56 МГц, що значно перевищує необхідні 34 кГц для прийому сигналу APT. Такий SDR підтримує декодування всіх основних типів модуляції, а для прийому APT зазвичай використовується вузькосмугова частотна модуляція.

### Радіоприймач
Смуга пропускання, необхідна для прийому передач APT, становить приблизно 34 кГц. Більшість старих сканерів (наприклад, ті, що використовуються поліцією чи пожежниками) мають стандартну ширину смуги в 15 кГц, яка була розрахована на передавання голосу. Новіші приймачі з широким охопленням у діапазоні VHF оснащені кількома проміжними смугами пропускання. Наприклад, доступні варіанти 6 кГц, 15 кГц, 50 кГц і навіть 230 кГц (для FM-радіо).
Якщо використовувати приймач із надто вузькою смугою пропускання, це призведе до зображень із перенасиченими чорними й білими зонами, а також можливим інверсіям зображення. Якщо ж смуга буде надто широкою, рівень шуму на вході приймача стане занадто високим, щоб отримати якісне зображення. Для радіоаматорів найкращим варіантом є програмно-керовані приймачі — це дає змогу програмному забезпеченню автоматично налаштовувати частоти й режими для правильного прийому.
Також існують спеціалізовані приймачі, створені спеціально для прийому APT-сигналів і керування з комп'ютера. Наприклад, моделі ICOM PCR1000, PCR1500 та PCR2500 показують чудові результати. Якщо ввести в інтернеті запит на кшталт «NOAA APT RECEPTION» або «NOAA APT RECEIVER», можна знайти багато корисної інформації про відповідні приймачі, програми та антени.

### Антена
APT-зображення з метеорологічних супутників можна приймати за допомогою антени з правосторонньою круговою поляризацією, налаштованої на частоту 137 МГц. Зазвичай немає потреби, щоб антена відслідковувала рух супутника — навіть антена у фіксованому положенні забезпечує хорошу якість прийому. Трьома найчастіше рекомендованими антенами для прийому є схрещений диполь, V-подібна дипольна антена та квадрифілярна гвинтова антена (QHA або QFH).

### Обробка сигналу для отримання зображень
До появи персональних комп'ютерів та розвитку програмно керованого радіо, для прийому APT зображень з метеорологічних супутників, окрім приймача, був необхідний спеціалізований декодер для відображення або друку зображень, подібно до системи HF WEFAX, що обслуговує морську спільноту. Часто приймач і декодер поєднувалися в одному пристрої.
Наразі, з появою персональних комп'ютерів, для прийому зображень достатньо спеціалізованого програмного забезпечення, такого як WXtoIMG та звукової карти. Звукова карта отримує та цифрує повільне сканування відео (у чутному діапазоні), яке надходить з динаміка, навушників або лінійного виходу приймача, а потім програмне забезпечення обробляє різні видимі та інфрачервоні канали датчика AVHRR.

### Покращеня APT зображень
Оскільки кожен канал датчика AVHRR чутливий лише до однієї довжини хвилі світла, кожне з двох зображень є лише яскравістю, також відомою як градації сірого. Однак різні матеріали мають схильність випромінювати або відображати світло з постійною відносною інтенсивністю. Це дозволило розробити програмне забезпечення, яке може застосовувати кольорову палітру до зображень, що імітує кольори видимого світла. Якщо програмне забезпечення для декодування точно знає місцезнаходження супутника, воно також може накладати контури та межі географічних об'єктів, щоб допомогти у використанні отриманих зображень.

## Історія
Система автоматичної передачі зображень (APT) була розроблена Національною службою супутників Землі (National Earth Satellite Service). Вона була вперше протестована на супутнику TIROS-8, який був виведений в космос 21 грудня 1963 року. Першим супутником, на якому було застосовано APT, став Nimbus 1, запущений 28 серпня 1964 року.
Першим полярно-орбітальним супутником NOAA, що використовував цю систему, став TIROS-N, який був запущений 13 жовтня 1978 року. З того часу система APT використовувалась на всіх полярно-орбітальних супутниках NOAA. Окрім цього, система APT також використовувалась на радянських метеорологічних супутниках METEOR, Січ, Ресурс і Океан.

## Поточний стан
Оскільки система APT поступово виводиться з експлуатації, залишилося дуже мало супутників, які досі передають сигнали за цією технологією. Раніше систему APT використовували такі супутники, як Січ-1 і серія супутників Метеор, однак наразі всі вони завершили свій робочий цикл.
Супутники NOAA, що передають APT
- NOAA-18
- NOAA-15
- NOAA-19

## Майбутнє
З розвитком електроніки аналогові системи передавання даних поступилися місцем цифровим. NOAA-19, який до запуску 6 лютого 2009 року називався NOAA-N’, став останнім супутником, що мав на борту систему APT. Програма MetOp, спільний проєкт NOAA та EUMETSAT, для нових полярно-орбітальних супутників перейшла на систему передавання зображень низької швидкості — LRPT (Low Rate Picture Transmission).
Починаючи із супутника NOAA-20, більшість супутників NOAA передають дані на найнижчій частоті 7812 МГц у діапазоні C (за класифікацією IEEE). Це робить їхній прийом практично неможливим для широкого загалу, на відміну від APT, LRPT або HRPT, які працюють на значно нижчих частотах. Завдяки цьому для прийому сигналів від APT, LRPT чи HRPT не потрібні великі антени чи дзеркала— достатньо компактного обладнання.

## Рекомендована література
- Статус космічного корабля POES NOAA
- Супутникова приймальна станція NEODAAS Dundee
- Зображення APT, отримані на озері Тринадцять островів Онтаріо, Канада
- Програмне забезпечення для декодування супутникового прийому APT